# ヘプタン
ヘプタン (heptane) 、またはn-ヘプタン (ノルマル-、n-heptane) は、直鎖アルカンであり、オクタン価0の指標となる物質である。外見は無色の液体で、揮発性と石油臭を示す。また、時に異性体の総称。
ヘプタンの考え得る異性体は、n-ヘプタン、2-メチルヘキサン、3-メチルヘキサン（エナンチオマー2種）、2,2-ジメチルペンタン、2,3-ジメチルペンタン（エナンチオマー2種）、2,4-ジメチルペンタン、3,3-ジメチルペンタン、3-エチルペンタン、2,2,3-トリメチルブタンであり、構造異性体としては9種類、立体異性体を区別すれば11種類が存在することになる。なお、3-メチルヘキサンと2,3-ジメチルペンタンはキラル炭素を持つ最小のアルカンである。

## 法的規制
n-ヘプタンは、消防法上の危険物第4類第1石油類に該当するほか、労働安全衛生法で名称等を通知すべき危険物及び有害物に指定されている。